# Roe discount model
Il Roe Discount Model (RDM) è un modello di valutazione azionario che suddivide concettualmente il valore dell'azione in due componenti:
1. Il Valore Corrente, la capitalizzazione del flusso dei dividendi;
2. Il Valore di Crescita, la capitalizzazione del reinvestimento degli utili.

L'RDM è un modello parsimonioso che utilizza 4 input per calcolare il prezzo dell'azione o il suo tasso di rendimento implicito.

## Input
1. Utile per azione previsto (nei prossimi 4 trimestri) {\displaystyle (Eps)} o rendimento del capitale proprio (Roe) previsto {\displaystyle (Roe)};
2. Dividendo per azione previsto (nei prossimi 4 trimestri) {\displaystyle (Dps)} o quota di pagamento dei dividendi (payout) {\displaystyle (Py)};
3. Attuale patrimonio netto per azione {\displaystyle (Bps)};
4. Rendimento richiesto {\displaystyle (Ke)} o attuale prezzo di mercato dell'azione {\displaystyle (P)}.

## Limitazioni
1. Il modello ipotizza che il rendimento del capitale proprio e la quota di pagamento dei dividendi siano costanti, presupposti non realistici;
2. Il modello richiede come input un risultato per azione o un rendimento del capitale proprio positivi, escludendo imprese con valori negativi;
3. Il modello richiede che gli utili siano superiori o uguali ai dividendi;
4. Il modello richiede come input un patrimonio netto per azione positivo, escludendo imprese con valori negativi.

## Equazioni
Ke (formula a forma chiusa)
{\displaystyle Ke={\frac {\mathrm {E} ps*Py}{\mathrm {P} }}+{\frac {\mathrm {E} ps*(1-Py)}{\sqrt {P*Bps}}}}
{\displaystyle Ke={\frac {\mathrm {D} ps}{\mathrm {P} }}+{\frac {\mathrm {E} ps*(1-Py)}{\sqrt {P*Bps}}}}
{\displaystyle Ke={\frac {\mathrm {R} oe*Py}{\frac {\mathrm {P} }{\mathrm {B} ps}}}+{\frac {\mathrm {R} oe*(1-Py)}{\sqrt {\frac {\mathrm {P} }{\mathrm {B} ps}}}}}
Prezzo (formula ricorsiva)
{\displaystyle P={\frac {\mathrm {E} ps*Py}{\mathrm {K} e}}+{\frac {\mathrm {E} ps*{\sqrt {\frac {\mathrm {P} }{\mathrm {B} ps}}}*(1-Py)}{\mathrm {K} e}}}
{\displaystyle P={\frac {\mathrm {D} ps}{\mathrm {K} e}}+{\frac {\mathrm {E} ps*{\sqrt {\frac {\mathrm {P} }{\mathrm {B} ps}}}*(1-Py)}{\mathrm {K} e}}}
{\displaystyle P={\frac {\mathrm {R} oe*Bps*Py}{\mathrm {K} e}}+{\frac {\mathrm {R} oe*{\sqrt {{\mathrm {P} }*{\mathrm {B} ps}}}*(1-Py)}{\mathrm {K} e}}}